# Erdős Géza
Erdős Géza (Budapest, 1910. szeptember 27. – Budapest, 1964. december 31.) festőművész, tanár.

## Pályafutása
Erdős Géza Rezső (1877–1936) tanító és Hogl Mária Franciska (1879–1946) tanítónő fia. 1928 és 1933 között a Magyar Képzőművészeti Főiskola hallgatója volt, ahol Bosznay István tanította. 1935–37-ben Rudnay Gyula tanársegédeként dolgozott, s egyúttal ugyanott a mesterképzést is elvégezte. 1933-tól a Nemzeti Szalonban és a Műcsarnokban is kiállította képeit. Csoportos tárlata volt 1948-ban a Fényes Adolf Teremben és 1957-ben az Ernst Múzeumban. 1938-tól 1957-ig középiskolai tanár, 1957-től egészen haláláig volt a Képző- és Iparművészeti Gimnázium oktatója. Művei főként impresszionista jellegű tájképek és figurális kompozíciók. Számos művét őrzi a Magyar Nemzeti Galéria.

## Kiállításai

### Egyéni kiállítások
- Műbarát (1942)
- Népművelési Központ (1948)
- Derkovits Terem, Budapest (1958)
- Kulturális Kapcsolatok Intézete, Budapest (1959)

## Művek közgyűjteményekben
Magyar Nemzeti Galéria, Budapest

## Díjai, elismerései
- Budapest festészeti ösztöndíja (1936)
- A Szinyei Merse Pál Társaság díja (1938)
- Munkácsy-díj (1958)